# Đường hầm Simplon
Đường hầm Simplon là một đường hầm đường sắt kết nối Brig, Thụy Sĩ và Domodossola, Ý, qua dãy Alps, nhưng không phải theo tuyến đèo Simplon. Tuyến đường hầm này là thẳng trừ đường cong ngắn ở hai đầu. Nó thực sự bao gồm hai đường hầm đơn được xây dựng cách nhau gần 20 năm. Đường hầm đầu tiên được mở cửa dài 19.803 m; tuyến thứ hai dài 19.824 m khiến nó trở thành đường hầm đường sắt dài nhất thế giới cho đến khi mở đường hầm Daíhimizu năm 1982.
Công tác xây dựng tuyến đường hầm đầu tiên của hầm Simplon bắt đầu vào năm 1898. Nhà vua Ý Victor Emmanuel III của Ý và Chủ tịch Hội đồng Quốc gia Thụy Sĩ Ludwig Forrer cắt băng khai trương đường hầm ở Brig vào ngày 10 tháng 5 năm 1906. Những người chỉ huy xây dựng đường hầm là Hermann Häustler và Hugo von Kager. Công tác xây dựng thứ hai của đường hầm bắt đầu vào năm 1912 và nó đã được mở cửa vào năm 1921.